# Super-hubs: Wie die Finanzelite und ihre Netzwerke die Welt regieren

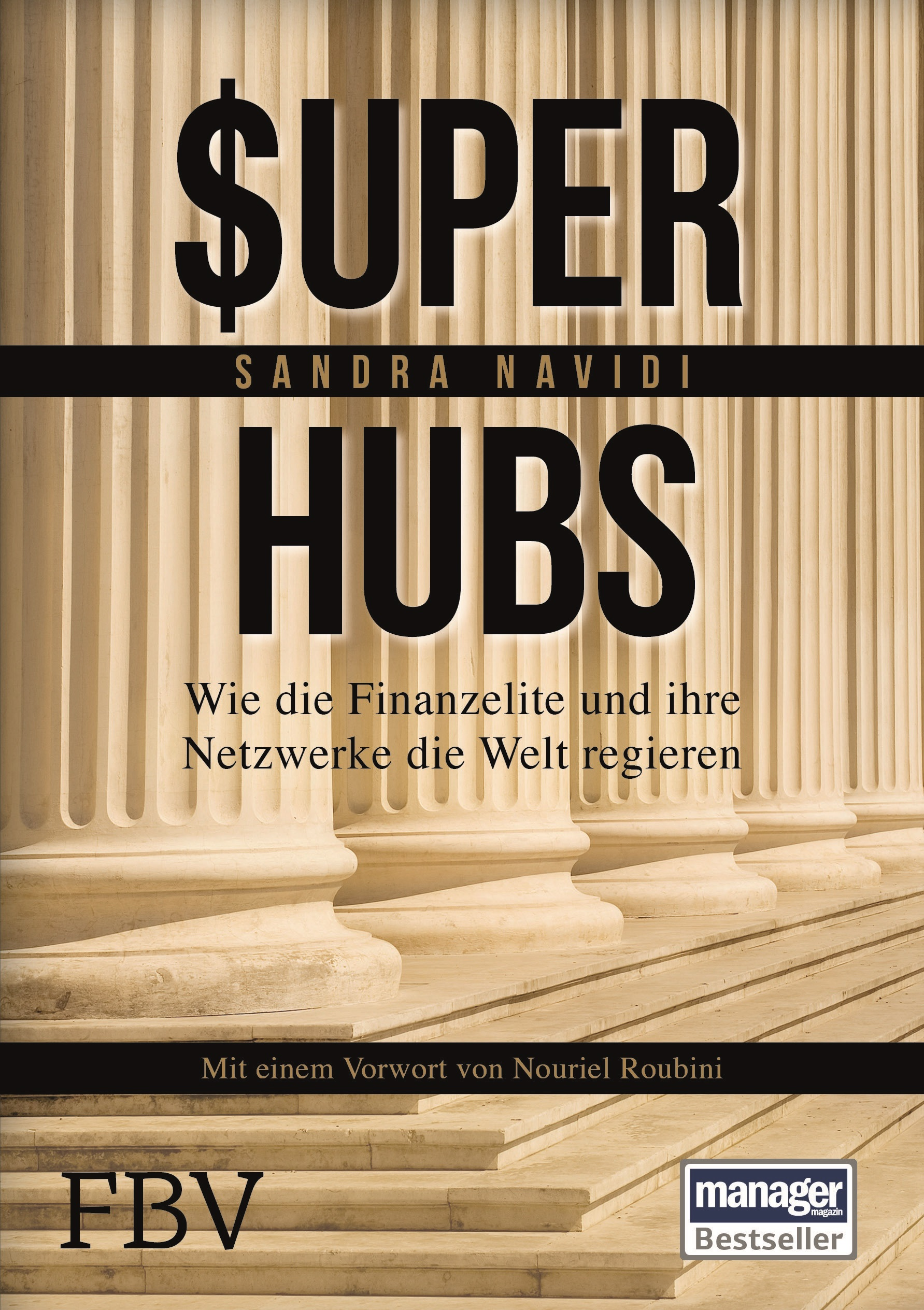
Sandra Navidi, Super-hubs: Wie die Finanzelite und ihre Netzwerke die Welt regieren (2016)

Super-hubs: Wie die Finanzelite und ihre Netzwerke die Welt regieren (engl. Titel Super-hubs: The Financial Networks that Rule the World) ist ein ökonomisches Sachbuch der Finanzmarktexpertin, Managementberaterin, Rechtsanwältin und Publizistin Sandra Navidi. Sie hat das Buch auf Englisch verfasst und nachfolgend auf Deutsch übersetzt. Die deutschsprachige Version wurde am 18. Januar 2016 vom FinanzBuch Verlag (Münchner Verlagsgruppe) veröffentlicht. Die englische Originalversion des Buches wurde ins Koreanische, Japanische, Chinesische, Portugiesische und Ukrainische übersetzt.

## Inhalt
Nach einem Vorwort von Nouriel Roubini erklärt Sandra Navidi über zwölf Kapitel die internationale Finanzwelt durch die Menschen an ihrer Spitze mit Hilfe der Netzwerktheorie.
Das erste Kapitel vermittelt Einblicke hinter die Kulissen des Weltwirtschaftsforums in Davos und stellt die Schlüsselfiguren des Finanzsystems und ihre Netzwerke vor. Es beleuchtet ihre Macht, ihre Verflechtungen mit der Industrie und Politik und ihre potentiell negativen Auswirkungen auf die Gesellschaft. Darauf folgt im nächsten Kapitel eine Analyse des Finanzsystems mit Hilfe der Netzwerktheorie. Es erläutert die Gesetzmäßigkeiten, die einige wenige Topmanager zu den bestvernetzten Menschen in der Welt, den Super-hubs, machen. Ihr Status, Zugang und Sozialkapital verleiht ihnen eine zentrale Netzwerkposition (Beispiele: George Soros, Anthony Scaramucci).
Das dritte Kapitel setzt sich mit den Dingen auseinander, die solche Super-hubs untereinander austauschen, wie Kapital, Information und Sozialkapital. Diese „Netzwerk-Währungen“ eröffnen ihnen wertvolle Geschäftsgelegenheiten (Beispiele: Larry Fink, Nouriel Roubini). Kapitel 4 beleuchtet die häufig extrem ausgeprägten Charaktereigenschaften, persönlichen Eigenheiten, Eigenschaften und Fähigkeiten die man besitzen muss, um ein Super-hub zu werden (Beispiele: Steve Schwarzman, Jamie Dimon, Bill Gross, Ray Dalio).
Danach wird die treibende Kraft hinter der Gleichförmigkeit der Elite angesprochen: Homophilie, also die Vorliebe, sich mit ähnlichen Menschen zu umgeben und das „Die-Reichen-werden-noch-reicher“-Phänomen, nachdem die, die die schon über die meisten und besten Beziehungen verfügen, automatisch überproportional mehr Menschen anziehen. Globalisierung, Technologisierung und Finanzialisierung haben einen homogenen elitären Mikrokosmos geschaffen. (Beispiele: Paul Tudor Jones, verschiedene.) Kapitel 6 beschäftigt sich mit der Tätigkeit des Netzwerkens. Es erläutert die Theorie, warum „Netz-werk“ gleichbedeutend mit „Netz-wert“ ist und wie Super-hubs Beziehungskapital einsetzen, um die größtmögliche Beziehungsrendite zu erreichen (Beispiele: Klaus Schwab, Steve Schwarzman).
Das folgende Kapitel berichtet von den exklusiven Treffpunkten der globalen Superelite, bei denen sie Informationen austauschen und Geschäfte abschließen. Der Leser erhält persönliche Einblicke in das Weltwirtschaftsforum in Davos, die Treffen des Internationalen Währungsfonds, anderen exklusiven Konferenzen und Treffpunkten (Beispiele: George Soros, verschiedene). Kapitel acht beleuchtet die persönlichen Opfer, die das Super-hub Dasein erfordert. Super-hubs sind mit ihrem Job verheiratet, so dass das Privatleben und vor allem die Familie häufig zu kurz kommen. Ständige Erreichbarkeit, Langstreckenreisen und ein außergewöhnlich wettbewerbsorientiertes Arbeitsumfeld verursachen großen Stress, Burn-outs und Krankheiten (Beispiele: Charles Dallara, Josef Ackermann, Lloyd Blankfein, Jamie Dimon, Bob Diamond, Paul Calello, Pierre Wauthier, Vikram Pandit).
Kapitel neun erläutert die Gründe für das Fehlen von Frauen an der Spitze der Finanzwelt. Neben zahlreichen anderen Faktoren ist einer der Hauptgründe hierfür das fehlende Eingebundensein von Frauen in einflussreiche Netzwerke. Die Dynamik der sozialen Homophilie schafft ein homogen männliches Arbeitsumfeld. Das folgende Kapitel widmet sich den engen Verflechtungen zwischen dem Finanzsektor und der Politik und den daraus resultierenden Gefahren für die Gesellschaft. Die Drehtür, Lobbyismus und Wahlspenden erzeugen ein enges Netz von Beziehungen, mit dem die Super-hubs das System zu ihrem Vorteil beeinflussen (Beispiele: Bill und Hillary Clinton, Robert Rubin, Tony Blair).
Kapitel elf untersucht die Widerstandsfähigkeit der elitären Netzwerke und kommt zu dem Ergebnis, dass selten jemand durch die Maschen fällt. Nur in Ausnahmefällen werden Super-hubs fallen gelassen, z. B. wenn sie ethische, gesellschaftliche oder rechtliche Normen gravierend verletzen (Beispiele: Richard Fuld, Larry Summers, Michael Milken, Dominique Strauss-Kahn, Buddy Fletcher, Ellen Pao, Michael Klein/Citigroup). Das letzte Kapitel analysiert die Stabilität des Finanzsystems aufgrund der Verbindungen der Menschen an der Spitze. Die Risikoanalyse persönlicher Netzwerke ist wegen der nur begrenzt möglichen Mess- und Berechenbarkeit menschlicher Beziehungen schwierig. Aber bereits die Homogenität der Entscheidungsträger stellt ein Stabilitätsrisiko dar. Die Super-hubs haben eine besondere Verantwortung, dem System durch einen Kulturwandel im Sinne nachhaltiger Werte und Diversität größere Stabilität zu verleihen (Beispiel: John Meriwether).

## Preise und Auszeichnungen
- 2016: Bloomberg’s Best Books of the Year[3]
- 2018: Silber-Medaille bei den Axiom Business Book Awards in der Rubrik „Business Commentary“[4]